# Synagoge Loštice

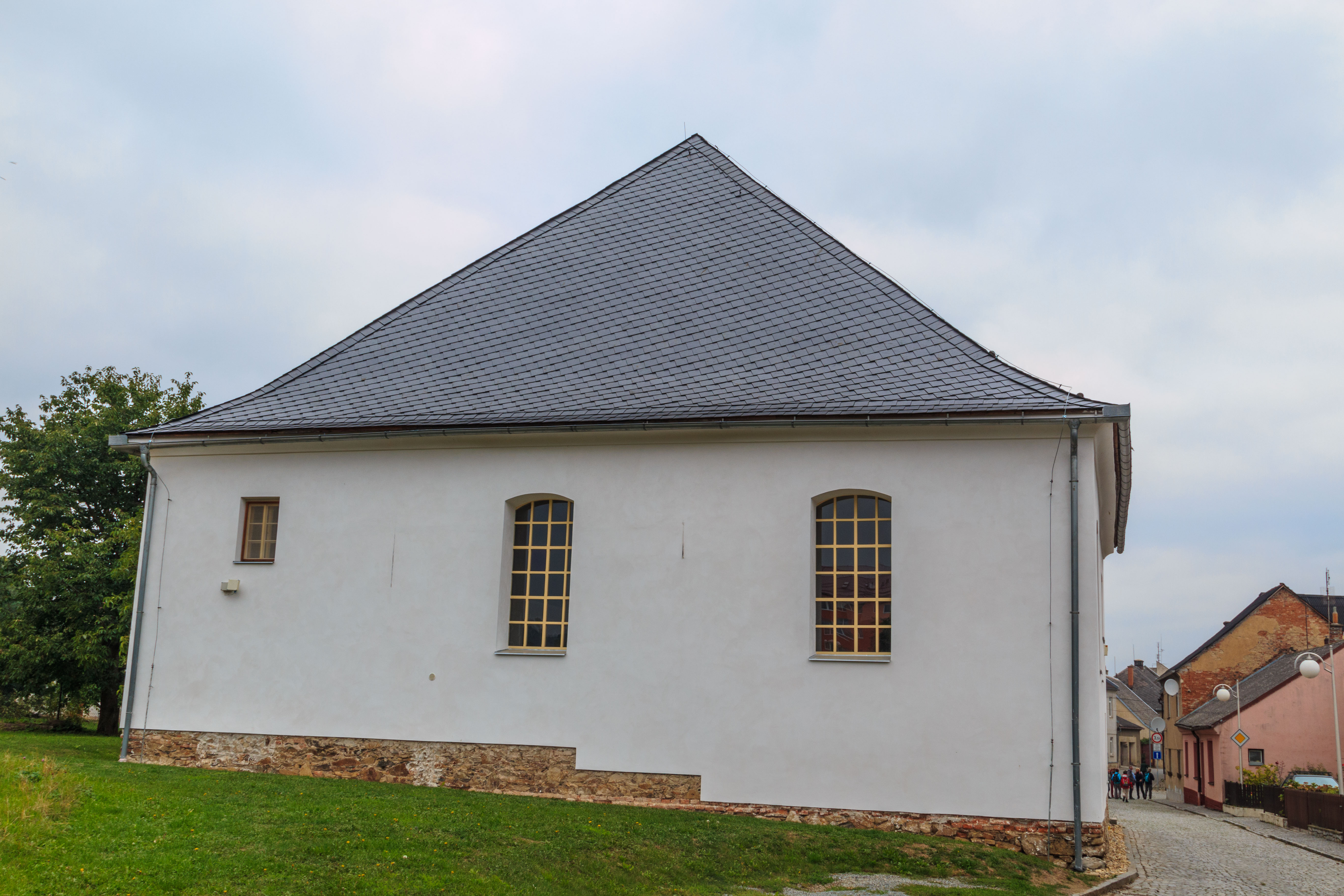
Renovierte Synagoge in Loštice 2015

Die Synagoge in der mährischen Gemeinde Loštice in Tschechien wurde etwa um 1544 erbaut, etwa 1651 sowie 1805/1806 wiedererbaut und nach 2004 gründlich restauriert.

## Geschichte
Die ersten Berichte über Juden in Loštice stammen aus dem Jahr 1544, als es um diese Zeit ebenfalls schon eine hölzerne Synagoge und einen jüdischen Friedhof gegeben haben soll. Das Judenviertel im Zentrum von Loštice wurde im Juni 1727 im Westen als Ghetto neu angelegt, die Bevölkerung wurde umgesiedelt. Anfang der 1790er Jahre wurde das Viertel durch einen Brand größtenteils vernichtet, wobei auch die Synagoge niedergebrannt wurde. 1805/06 oder früher wurde an der gleichen Stelle ein Neubau der Synagoge errichtet.
Gottesdienste fanden bis zum Zweiten Weltkrieg statt. Während des Zweiten Weltkrieges, im Protektorat Böhmen und Mähren, wurde die Synagoge durch die deutsche Besatzungsmacht geschlossen und zweckentfremdet als Lagerhaus benutzt. Zwar wurden die Ritualgegenstände beschlagnahmt, einige befinden sich jedoch heute im Jüdischen Museum in Prag und einige Torarollen an verschiedenen Orten in den Vereinigten Staaten. Beim Besuch  2005 in  Loštice überreichte der Rabbiner Bruce Elder aus der jüdischen Gemeinde Glencoe (Illinois), Illinois, die in Glencoe aufbewahrte alte Lošticer  Torarolle, die 1939 gerettet wurde.
Nach 1949, da es in Loštice keine jüdische Gemeinde mehr gab, erhielt die jüdische Gemeinde in Olmütz stellvertretend zwar die Synagoge zurück, musste sie jedoch aus finanziellen Gründen 1957 an die lokale Verwaltung verkaufen. Zuerst diente das Gebäude als Lagerhalle, in den 1960er Jahren als Museum und Kunst- sowie Musikschule. Nach 1980 stand das Gebäude leer und man hatte einen Abriss in Erwägung gezogen.
Nach 2004/05 hat sich die Bürgerinitiative Respekt a tolerance (Respekt und Toleranz) zusammen mit den lokalen Behörden für die Renovierung der Synagoge eingesetzt. Finanziell unterstützt wurde dieses Vorhaben unter anderem auch durch die Nachkommen des letzten Rabbiners von Loštice Izrael Günzig.  2008 wurde im Gebäude eine ständige Ausstellung über die  jüdische Geschichte eröffnet; am 28. November 2011, nach Beendigung der wichtigsten Renovierungsarbeiten, wurde anlässlich der Einweihung im Gebäude die Otto-Wolf-Bibliothek eröffnet. Am 5. Oktober 2014 fand eine feierliche Veranstaltung zum endgültigen Abschluss des Wiederaufbaus der Synagoge statt.
Seit dem 3. Mai 1958 ist das Gebäude als Kulturdenkmal geschützt.

## Synagogen
In Loštice gab es in der Vergangenheit insgesamt drei Synagogenbauten. Der erste, ein Holzbau, etwa aus Mitte des  16. Jahrhunderts, befand sich nordöstlich des Hauptplatzes; sie wurde durch einen Brand vernichtet, offenbar während der Besetzung von Loštice durch die schwedischen Truppen während des Dreißigjährigen Krieges. Die zweite, ebenfalls hölzerne auf einem Unterbau aus Stein errichtete Synagoge, vermutlich 1651 erbaut, befand sich zuerst an der gleichen Stelle; als am 5. und 6. Juni 1727 die jüdischen Einwohner aus dem Zentrum in ein neu errichtetes Ghetto umziehen mussten, wurde sie auseinandergenommen und im Ghetto wieder aufgebaut. Sie brannte etwa 1790 aus.
Die dritte Synagoge wurde an der gleichen Stelle erbaut und um 1805 mit einer Erweiterung fertiggestellt; es handelte sich um ein einfaches gemauertes Gebäude mit klassizistischen Elementen.

### Ausstattung
Nach dem Schließen der Synagoge infolge der nationalsozialistischen Okkupation des Landes 1939 blieben einige Elemente des Interieurs erhalten wie Teile der Decke und die Frauenempore.
In der Synagoge befinden sich seit 2005 auch drei der zehn Originalsitzbänke aus der 1939 vernichteten Synagoge Olmütz, die in der katholischen Kirche in Olšany bei Prostějov gerettet wurden. Sie wurden durch die Bürgerinitiative Respekt a tolerance für die Synagoge Loštice erworben. Die insgesamt 21 Sitzplätze wurden den 80 Opfern des Holocaust aus Loštice, Mohelnice und Úsov gewidmet.